# پادشاه چونگسوک
پادشاه چونگسوک (به کره‌ای: 충숙왕)، (زاده: ۱۲۹۴؛ سلطنت: ۱۳۱۳~۱۳۳۰ و ۱۳۳۲~۱۳۳۹ میلادی)؛ بیست و هفتمین پادشاه گوریو بود. او پسر پادشاه چونگسون بود. او از سال ۱۳۱۳ تا سال ۱۳۳۹ به عنوان پادشاه گوریو حکومت کرد.